# Stolnica
Stolnica, stolna cerkev ali katedrala je cerkvena zgradba, navadno izjemno velike in lepe oblike, ki je sedež škofije.
Stolnica v katoliški verski skupnosti pomeni cerkev, v kateri ima škof svoj uradni sedež (katedro). Za stolnice, kot sedeže škofov, so omenjali že starokrščanske bazilike in romanske škofovske cerkve, največkrat pa  cerkve, ko je sakralna arhitektura ob koncu srednjega veka ustvarila največje in najimenitnejše zgradbe, tako po dimenzijah, kot tudi po umetnostnih vrednotah. V času renesanse so za sakralne arhitekture še naprej gradili tudi velike in likovno izjemne objekte. Sledila je faza gradnje razkošno okrašenih katedral v 17. in 18. stoletju v baročnih oblikah, redko imenovanih jezuitski stil. Novo obdobje gradnje stolnic je povzemalo arhitekturni preplet historičnih zgodovinskih stilov. Dvajseto stoletje je sledilo novejšim arhitekturnim trendom.

## Etimologija
Naziv stolnica (tudi katedrala) ali stolna cerkev je v slovenščino prišel iz grške besede kathedra (καθἐδρα) ter latinske besede cathedra, ki pomeni prestol, sedež. Gre torej za sopomenko, nastalo kot dobesedni prevod omenjenih starejših besed. Ime ecclesia cat Cathedralis se je prvič pojavilo leta 516 na Tarragonskem koncilu, ki pa ne spada v vrsto ekumenskih koncilov. V vzhodni cerkvi ime katedrala ni bilo uveljavljeno, škofovske cerkve se preprosto imenujejo 'cerkev' ali 'velika cerkev' (latinsko ecclesia maior).
V slovenščini se beseda uporablja za poimenovanje velikih in znamenitih stolnic, predvsem v Evropi (primer Stolnica Notre-Dame v Parizu in tako dalje), pa tudi za slovenske stolnice (na primer Ljubljanska stolnica). Tudi največja cerkev v Sloveniji - Cerkev sv. Mohorja in Fortunata v Gornjem Gradu ima naziv  sostolnica, ker je bil v njej dolga leta sedež ljubljanskih škofov. Bila je tudi grobnica ljubljanskih škofov.

## Podobni izrazi
V nemško in italijansko govorečih državah se številne stolnice imenujejo tudi dom ali münster. Primeri so Stolnica v Kölnu (nemško Kölner Dom) , Milanska stolnica (italijansko Duomo di Milano), Stolnica v Freiburgu (nemško Freiburger Münster) in Stolnica Notre-Dame v Strasbourgu (francosko Cathédrale Notre-Dame de Strasbourg, nemško Straßburger Münster). Vendar ti izrazi niso sinonimni in se uporabljajo tudi za velike ali pomembne cerkve, ki niso škofije: Glavna cerkev v Ulmu (nemško Ulmer Münster) in celo bazilika sv. Petra v Vatikanu nista stolnici.

## Druga imena
V luteranskih cerkvah Skandinavije se stolnice imenujejo Domkirke in Domkyrka.
V grški pravoslavni cerkvi, katere predstojnik in glavni škof hkrati nosi naslov metropolit, je ime Mitropolitikós Naós (Μητροπολιτικός Ναός), metropolitanska cerkev, pravzaprav celo metropolitanski tempelj. V slovanskih deželah se uporablja ime Sobor (собор), ki izhaja iz slovanskega imena za koncil, svet.
Druga imena so bila prenesena v srednjeveških virov: ecclesia maior ('velika cerkev'), ecclesia mater ('matična cerkev'), ecclesia glavniis ('glavna cerkev'), ecclesia senior ('stara cerkev'), ecclesia matrix ('prvotna cerkev').
Ime episkopska cerkev (ecclesia episcopalis) je v latinski cerkvi neodvisen naslov in se nanaša na dejstvo, da je cerkev sedež ordinarija v rangu škofa. Stolnice višjih prelatov na drugi strani nosijo naslove, katerih ime izhaja iz njihovega uradnega statusa: ecclesia archiepiscopalis ('nadškofova cerkev') je sedež nadškofa, ecclesia metropolitanae ('metropolitanska cerkev') je sedež metropolita in glavna cerkev cerkvene pokrajine, ecclesia primatialis ('primasova cerkev') je sedež primasov in ecclesia patriarchalis ('patriarhova cerkev', tudi 'patriarhalna bazilika') je sedež patriarha.

## Stolnice v Rimokatoliški cerkvi
Po razumevanju drugega vatikanskega koncila (Sacrosanctum Concilium št. 41) je stolnica primarno mesto, kjer se zbirajo božji ljudje določene cerkve (škofije), ki jih vodi škof, najpomembnejši pri praznovanju bogoslužja; v stolnici se izražata enotnost in red določene cerkve, od katedre pa tamkajšnji škof prevzame svojo službo, »da poučuje, posvečuje in vodi« in velja za njegovo škofijo.
V kanonskem pravu Rimskokatoliške cerkve ima torej stolnica poseben pravni status cerkve. Predpisano je slovesno posvečenje (can. 1217 CIC, can. 871 CCEO). Škof običajno prebiva v stolnici svoje škofijske posesti (ustoličenje), tam mora biti prebrano njegovo papeško potrdilo o imenovanju (can. 382 CIC). Zasnovan je tudi kot škofov grob (can. 1011 CIC). Škof mora pogosto darovati mašo v stolnici, zlasti ob predpisanih državnih praznikih in drugih slovesnih priložnostih (can. 389 CIC) in tam darovati zakrament svetih redov (can. 1011 §1 CIC). Evharistijo je treba hraniti v stolnici (can. 934 §1 CIC).
Cerkveni zakon katoliških vzhodnih cerkva zahteva, da škof zagotovi, da se vsaj del liturgičnih praznovanj v stolnici vsakodnevno praznuje v skladu s pravili posamezne obredne cerkve (can. 199 § 2 CCEO), on pa redno in zlasti ob državnih praznikih in drugih praznovanjih, pa tudi druga praznovanja z velikim zanimanjem celo praznovanje v stolnici ali drugi cerkvi (can. 199 §3 CCEO).
Po podatkih GCatholic.org je v Rimokatoliški cerkvi 3015 stolnic in 296 so-stolnic, 423 nekdanjih stolnic in 41 prostolnic.
Najvišja cerkev rimskokatoliške cerkve je Lateranska bazilika, stolnica rimske škofije in škofovski sedež papeža. Nosi častno ime Mati in vodja vseh cerkev svetovnega kroga. Dan posvetitve Lateranske bazilike se v rimskokatoliški cerkvi praznuje kot praznik Jezusa Kristusa.

## Tloris stolnic
V zahodni cerkveni arhitekturi tloris stolnice prikazuje odseke sten in slopov (stebrov) in daje predstavo o prerezih stebrov in rebrih. Svetle dvojne črte v obodnih stenah označujejo zastekljena okna. Črtkane črte prikazujejo rebra obokanega stropa. Po dogovoru so cerkveni tlorisi prikazani usmerjeno, s severom proti vrhu in liturgičnim vzhodom na desni.
Številne samostanske cerkve imajo tlorise, ki so primerljivi s stolnicami, čeprav včasih z večjim poudarkom na svetiščih in kornih prostorih, rezerviranih za versko skupnost. Manjše cerkve so podobno načrtovane, s poenostavitvami.

### Načrt
Tlorisi stolnice so zasnovani tako, da omogočajo liturgične obrede cerkve. Pred legalizacijo krščanstva s strani cesarja Konstantina so kristjani častili v zasebnih domovih ali na skrivnih lokacijah. Ko so zakonito lahko javno častili, so lokalne cerkve prilagodile razpoložljive rimske stavbe svojim potrebam. Za razliko od rimske in grške religije, kjer so duhovniki izvajali obrede brez sodelovanja javnosti, je krščansko čaščenje vključevalo vernike. Tako omejeni prostori, ki se uporabljajo v poganskih templjih, niso bili primerni za krščansko čaščenje. Rimske posvetne stavbe so bile zasnovane za udeležbo prebivalcev mesta in tako je bila rimska bazilika sprejeta v krščanske namene. Ta je imela vhod na enem koncu dolgega ozkega pokritega prostora z dvignjenim podijem na drugem koncu. Ob podiju so javni uslužbenci zaslišali pravne primere ali izpostavili kakšno zadevo v javnem interesu. Kristjani so za javno liturgijo maše sprejeli dolgo dvorano bazilike. Z legalizacijo krščanstva leta 311 je cerkev sprejela politično strukturo, ki je posnemala rimski svet. Takrat se je začelo imenovanje škofov in imenovanje njegove katedre ali katedrale (slovensko 'stolnice').

### Nekateri izrazi
- Ambulatorij (angl. ambulatory, nemško chorumgang): določeno ime za krožni obhod okoli kora.
- Apsida (angl. apse, nemško apsis): konec stavbe nasproti glavnega vhoda. Pogosto krožna, lahko pa je poligonalna ali ravna. V srednjeveških tradicijah je bila na vzhodnem koncu stavbe.
- Fasada (tudi pročelje, angl. façade, nemško fassade): zunanjost cerkve, na kateri so glavna vrata. V tradicionalnem srednjeveškem oblikovanju je ta obrnjena proti zahodu in se imenuje zahodni konec, tudi westwerk kot posebna arhitekturna oblika.
- Glavna ladja (angl. nave, nemško Kirchenschiff): primarno področje javnega spoštovanja maše. [4] Takoj je znotraj vhodnih vrat.
- Kor (tudi prezbiterij, angl. choir, včasih quire, nemško chor): del stolnice, ki zagotavlja prostore za duhovščino in cerkveni zbor in je onstran transepta. Območje je lahko višje od nivoja ladje. Ime kor se uporablja zato, ker so duhovniki stolnice tradicionalno tu stali kot pred zborom, ko so med odzivnim delom bogoslužja ali maše odgovarjali ali peli.
- Kripta (angl. crypt, nemško krypta): Običajno pod zemljo. Uporablja se kot grobnica ali kot kapela.
- Križni kvadrat (angl. crossing, nemško vierung): v cerkveni arhitekturi je stičišče štirih krakov cerkve, to je glavne ladje in transeptov, v primeru tlorisa v obliki križa.
- Marijina kapela (angl. lady chapel, nemško Marienkapelle): izraz za kapelo, posvečeno "Gospe", Blaženi Devici Mariji, zlasti v stolnicah in velikih cerkvah.
- Narteks (tudi preddverje, angl. narthex, nemško narthex): vhodni predprostor ali preddverje na zahodnem koncu ladje.
- Opornik (angl. buttress, nemško strebewerk): velik kamniti slop, ki zadrži stropne oboke na mestu. Lahko je viden kot v gotski arhitekturi ali pa skrit v kompleksu stranskih ladij in galerij ali je del zunanjih zidov.
- Stolnica (tudi Katedrala, angl. Cathedral, nemško kathedrale): sedež škofa, ki ima katedro ali škofovski stol. Cerkev je lahko poljubne velikosti.
- Stranska ladja (angl. aisle, nemško seitenschiff): običajno par hodnikov, ki sta vzporedna glavni  ladji, koru ali transeptom v cerkvi. Hodniki so od javnih površin ločeni s stebri, ki podpirajo zgornje stene, imenovane arkada.
- Svetišče (angl. sanctuary, nemško heiligtum): povišana ploščad na kateri je glavni oltar in pripadajoči liturgični elementi, ki jih duhovščina potrebuje za obredje, pogosto ograjena od sosednjih prostorov. Stoji v podaljšku glavne osi med vzhodom in zahodom znotraj vzhodnega konca in na splošno znotraj kora ali apside.
- Transept: včasih imenovan 'križanje', tvori krila pod pravim kotom na glavno ladjo. V zgodnjih romanskih cerkvah je bil pogosto na vzhodnem koncu in je ustvaril križ Tau. Kasnejši modeli so transept postavili na približno dve tretjini poti od zahodnim in vzhodnim koncem. To je ustvarilo tloris latinskega križa. Običajno loči ladjo od kora.

## Stolnice v Sloveniji
| #          | Slika                     | Ime                                         | Stolnica od              |
| ---------- | ------------------------- | ------------------------------------------- | ------------------------ |
| 1.         | Klikni za spremembo slike | Stolnica sv. Danijela, Celje                | 7. april 2006            |
| 2.         | Klikni za spremembo slike | Stolnica sv. Janeza Krstnika, Maribor       | 4. september 1859        |
| 3.         | Klikni za spremembo slike | Stolnica Marijinega vnebovzetja, Koper      | 2. polovica 12. stoletja |
| 4.         | Klikni za spremembo slike | Stolnica sv. Nikolaja, Ljubljana            | 8. maj 1707              |
| 5.         | Klikni za spremembo slike | Stolnica sv. Nikolaja, Murska Sobota        | 7. april 2006            |
| 6.         | Klikni za spremembo slike | Stolnica sv. Nikolaja, Novo mesto           | 7. april 2006            |
| Sostolnica |                           |                                             |                          |
| 1.         | Klikni za spremembo slike | Sostolnica Kristusa Odrešenika, Nova Gorica | 15. marec 2004           |

Cerkev sv. Jerneja v Kočevju je bila med drugim zgrajena z željo faranov po letu 1910, da bo kmalu postala stolnica, kar pa se ni uresničilo.